# Skarpabborrtjärnen (Ytterhogdals socken, Hälsingland)
Skarpabborrtjärnen är en sjö i Härjedalens kommun i Hälsingland och ingår i Ljungans huvudavrinningsområde.